# Hydrogenophaga aquatica
Hydrogenophaga aquatica es una especie de bacteria gramnegativa del género Hydrogenophaga. Fue descrita en el año 2017. Su etimología hace referencia a acuática. Es aerobia e inmóvil. Tiene un tamaño de 0,3-0,4 μm de ancho por 0,6-0,8 μm de largo. Forma colonias amarillas, circulares y elevadas tras 2 días de incubación. Catalasa y oxidasa positivas. Temperatura de crecimiento entre 15-42 °C, óptima de 25-30 °C. Se ha aislado de una fuente termal en Taiwán. 